# Goodyera yunnanensis
Goodyera yunnanensis är en orkidéart som beskrevs av Rudolf Schlechter. Goodyera yunnanensis ingår i släktet knärötter, och familjen orkidéer. Inga underarter finns listade i Catalogue of Life.